# We Write the Story
«We Write the Story» (Мы пишем историю) — песня написанная бывшими участниками шведской группы «ABBA», Бьорном Ульвеусом и Бенни Андерссоном, а также шведским диджеем Авичи. Исполнители песни пока ещё не были объявлены. Композиция стала официальным гимном для конкурса песни «Евровидение 2013», которая была впервые исполнена на церемонии открытия финала.

## Список композиций
| №  | Название                              | Длительность |
| -- | ------------------------------------- | ------------ |
| 1. | «We Write the Story»                  | 6:34         |
| 2. | «We Write the Story» (Edited Version) | 4:05         |

## История создания
15 апреля 2013 года официальный телевещатель конкурса сообщил, что Бенни, Бьёрн и Avicii напишут официальный гимн для конкурса песни «Евровидение 2013». Идея создания гимна была ещё с начала планирования конкурса 2013 года. С самого начала, Бенни, Бьёрн и Avicii были на самом верху списка лучших шведских музыкантов, с которыми желал сотрудничать местный телевещатель «SVT» для создания гимна. Исполнительный продюсер конкурса Мартин Остердаль отметил:
Нам очень приятно объявить, что Бенни, Бьёрн и Авичи взялись создать уникальную музыкальную композицию для международного песенного конкурса «Евровидение 2013».

## Позиции в чартах
| Чарт (2013)                 | Наивысшая позиция |
| --------------------------- | ----------------- |
| Нидерланды (Single Top 100) | 73                |